# Clemente López Trujillo
Clemente López Trujillo (Mérida, Yucatán, 2 de enero de 1905 - ibídem, 9 de julio de 1981)  fue un poeta, bibliotecario, escritor, periodista y académico mexicano.

## Semblanza biográfica
Nació durante el período del modernismo en México. Durante su juventud se creó el Ateneo Peninsular y se fundó la Escuela de Bellas Artes del Estado de Yucatán, ambos eventos fueron promovidos por el movimiento cultural del alvaradismo. En 1919, López Trujillo se unió a un grupo conocido como los Parquesianos —el cual era dirigido por el poeta yucateco Luis Rosado Vega— y que más tarde fue conocido como el grupo "Esfinge". Dicho grupo fue conocido con estos nombres porque sus integrantes se reunían en el parque Hidalgo de Mérida, justo al pie de la estatua de Manuel Cepeda Peraza. 
Algunos de los integrantes del grupo fueron Horacio E. Villamil, Serapio Baqueiro Barrera, Ricardo Mimenza Castillo, Ermilo Solís, Aurelio Velázquez, Filiberto Burgos Jiménez, José Salomón Osorio, Vidal González, Manuel Amézquita, Oswaldo Baqueiro Anduze, José Esquivel Pren, Miguel Ángel Menéndez y Ricardo López Méndez, entre otros.
Terminada la Revolución mexicana viajó a la Ciudad de México para cursar la carrera de bibliotecario. Fue influenciado por el estridentismo, movimiento que surgió a principios de la década de 1920. De nueva cuenta en Mérida, fue director del Diario del Sureste, y director de la Hemeroteca del Estado de Yucatán. Ayudó a organizar a la Orquesta Sinfónica de Yucatán. El 19 de septiembre de 1971, fue galardonado con la Medalla Eligio Ancona. Fue elegido miembro correspondiente de la Academia Mexicana de la Lengua.
Integró una de las bibliotecas más completas que hayan existido de las cuestiones relativas a Yucatán y su historia, "maravilla de la bibliografía nacional mexicana", al decir de Juan Duch Colell, quien también afirmó de Clemente López:

"agregó a su tarea personal, importantísima, la de ser fundente y difusor entre los literatos yucatecos, de las corrientes y procesos literarios nacionales y universales a los que dio puerta de entrada a Yucatán..."

López Trujillo fue un poeta en toda la extensión del término, desde que, adolescente, publicó sus primeros versos en la Revista de Yucatán y hasta su muerte a los 76 años de edad.

## Obras publicadas
- Feria de frutas y otros poemas, 1932.
- El venado, 1940.
- Te amo en tres palabras, 1940.
- Leyendas mayas, 1945.
- Mediz Bolio en Ochil: discurso y poema, 1965.
- Poesía (1932-1978), 1978.